# Buffalo, Wyoming
Buffalo är en stad (city) och huvudort i Johnson County i norra delen av den amerikanska delstaten Wyoming, med 4 585 invånare vid 2010 års folkräkning.

## Geografi
Buffalo ligger vid foten av Bighorn Mountains, vid vattendraget Clear Creek.

## Näringsliv
Boskapsuppfödning är traditionellt en viktig näring. Under senare decennier har även metangasutvinning blivit en viktig industri i området. Genom närheten till Bighorn Mountains är även naturturism en betydande näring.

## Media
Lokaltidningen The Buffalo Bulletin, grundad 1884, utkommer med ett nummer i veckan.

## Kommunikationer
Buffalo ligger nära den norra ändpunkten för Interstate 25 där den ansluter till den öst-västliga motorvägen Interstate 90. De federala landsvägarna U.S. Route 16 och U.S. Route 87 går också genom staden. Utanför staden ligger flygfältet Johnson County Airport.

## Kända invånare
- Frank E. Lucas (1876–1948), republikansk politiker, Wyomings guvernör 1924–1925.